# Epeiromulona biloba
Epeiromulona biloba là một loài bướm đêm thuộc phân họ Arctiinae, họ Erebidae.